# Línea Kammhuber

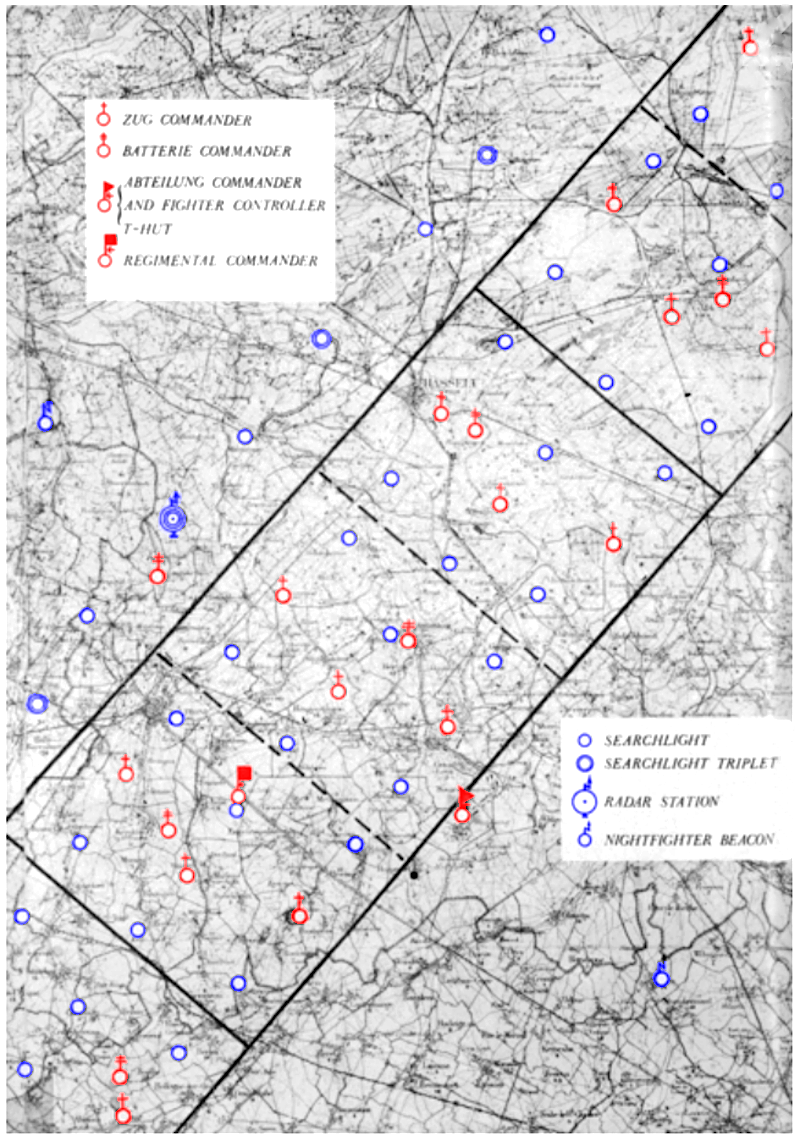
Mapa de la línea Kammhuber robada por un agente belga y pasado a los británicos en 1942.
Se muestra parte del 'cinturón' y las 'cajas' de caza nocturna

La línea Kammhuber fue el nombre aliado otorgado a la defensa antiaérea alemana establecida en julio de 1940 por el Coronel Josef Kammhuber. Consistía en una serie de controles equipados con radares, reflectores y cazas nocturnos.
La línea fue muy eficaz al inicio, pero pronto y como consecuencia de un cambio de táctica, dejó de ser funcional. La Fuerza Real Británica (RAF) organizó todos sus bombarderos orientados siempre a un solo objetivo dejando sin capacidad a la línea de defensa antiaérea.  Esto condujo a una dramática caída en las tasas de interceptación en comparación con el tamaño de la incursión. 
La línea finalmente se convirtió en una red de radares.

## Descripción
La primera versión de la Línea consistió en una serie de estaciones de radar con cobertura superpuesta, dispuestas con tres capas de profundidad desde Dinamarca hasta el centro de Francia, cada una cubriendo una zona de unos 32 km de largo (norte-sur) y 20 km de ancho (este oeste). Cada centro de control se conocía como una zona Himmelbett (cama con dosel en alemán), que constaba de un radar Freya con un alcance de aproximadamente 100 km, un "reflector maestro" dirigido por el radar y una serie de luces buscadoras dirigidas manualmente. A cada celda también se le asignó un caza nocturno primario y uno de respaldo, normalmente un Dornier Do 17Z-10, un Junkers Ju 88C o un Messerschmitt Bf 110. Esta técnica de intercepción controlada desde tierra (GCI) fue precedida por el uso de aviones Bf 109 monomotores no equipados con radar, guiados hacia los bombarderos atacantes mediante la iluminación de luces de búsqueda, según el sistema denominado como Helle Nachtjagd (caza nocturna iluminada).
Los bombarderos de la RAF que volaban a Alemania o Francia tenían que cruzar necesariamente la línea, momento en el que los operadores del radar Freya dirigían el reflector principal para iluminar el avión. Una vez que esto sucedía, otros reflectores controlados manualmente también enfocaban al avión, y se ordenaba a los cazas nocturnos que interceptaran el bombardero iluminado. Las quejas de los burgomaestres llevaron a retirar los reflectores a las principales ciudades alemanes, lo que socavó la eficacia de este sistema.
Las versiones posteriores del Himmelbett agregaron dos radares Würzburg, con un alcance de aproximadamente 30 km. A diferencia del Freya de alerta temprana, los Würzburgs eran radares de seguimiento precisos (y complejos). El primer Würzburg localizaba el caza nocturno alemán cuando entraba en la celda, y tan pronto como el Freya detectaba un objetivo, el segundo Würzburg se encargaba de seguirlo. Todos los datos de posición se enviaban al centro de mando del Himmelbett, lo que permitía a los controladores disponer de lecturas continuas de las posiciones de ambos aviones.
Un Jägerleitoffizier (oficial de control de cazas) dirigía por radio al caza nocturno alemán hasta obtener la intercepción visual del bombardero de la RAF. Las operaciones se coordinaban manualmente, utilizando un "Auswertetisch" (el precursor de una tabla de trazado "Seeburg"). Para mejorar la capacidad de intercepción, varios de los cazas nocturnos fueron equipados con un dispositivo detector de radiación infrarroja de corto alcance conocido como "Spanner-Anlage", pero resultaron casi inútiles. Más adelante, se agregó a las aeronaves la versión original de banda UHF de corto alcance del sistema del radar Lichtenstein, lo que les permitió detectar aeronaves una vez que los operadores los habían dirigido al área de intercepción, lo que hizo que los reflectores fueran en gran medida redundantes. Las estaciones de radar de combate se conocían como "teatros de ópera de Kammhuber" y los procedimientos desarrollados en 1942 se utilizaron hasta el final de la guerra.

## Contramedidas
La inteligencia británica pronto descubrió la naturaleza de la Línea Kammhuber y comenzó a estudiar formas de superarla. En aquel primer momento, el Mando de Bombardeo de la RAF todavía no  había impartido instrucciones a sus pilotos acerca de cómo debían llevar su avión hasta el objetivo, y entre ellos se respiraba un espíritu individualista casi propio de aviadores aficionados. Cada piloto decidía por su cuenta su trayectoria de vuelo hasta el objetivo, la altitud a la que volar y la hora de llegada. Por lo tanto, los ataques con bombas se prolongaban esporádicamente durante cuatro o cinco horas, y no se producían concentraciones de ataque masivas. Las celdas de la línea Kammhuber estaban bien configuradas para hacer frente a las amplias rutas de aproximación de los bombarderos navegando individualmente.
A instancias de R. V. Jones, el Comando de Bombarderos reorganizó sus ataques en oleadas de bombarderos, cuidadosamente dispuestas de modo que todo el contingente volara a través de una sola celda. Los datos proporcionados a los científicos británicos les permitieron calcular que una oleada de bombarderos superaría las seis posibles intercepciones por hora que los cazas nocturnos alemanes "Tame Boar" (Zahme Sau) podían gestionar en una determinada zona Himmelbett. Entonces, se compararon los datos estadísticos de las pérdidas debidas a las colisiones entre aviones de la misma oleada, frente a las pérdida causadas por los cazas nocturnos, con el fin calcular la distancia mínima óptima entre aviones sucesivos a la que deberían volar los bombarderos para minimizar las pérdidas de la RAF. La introducción de la navegación por radio Gee en 1942 permitió a los bombarderos de la RAF volar por una ruta común y a la misma velocidad hacia y desde el objetivo, y a cada avión se le asignó una banda de altura y un intervalo de tiempo en una oleada de bombarderos para minimizar el riesgo de colisión. El primer uso de una oleada de bombarderos se produjo durante el conocido como primer raid con 1000 bombarderos lanzado contra Colonia en la noche del 30/31 de mayo de 1942. Esta táctica fue extremadamente efectiva, lo que generó fuertes discusiones entre Kammhuber y Erhard Milch, su jefe.

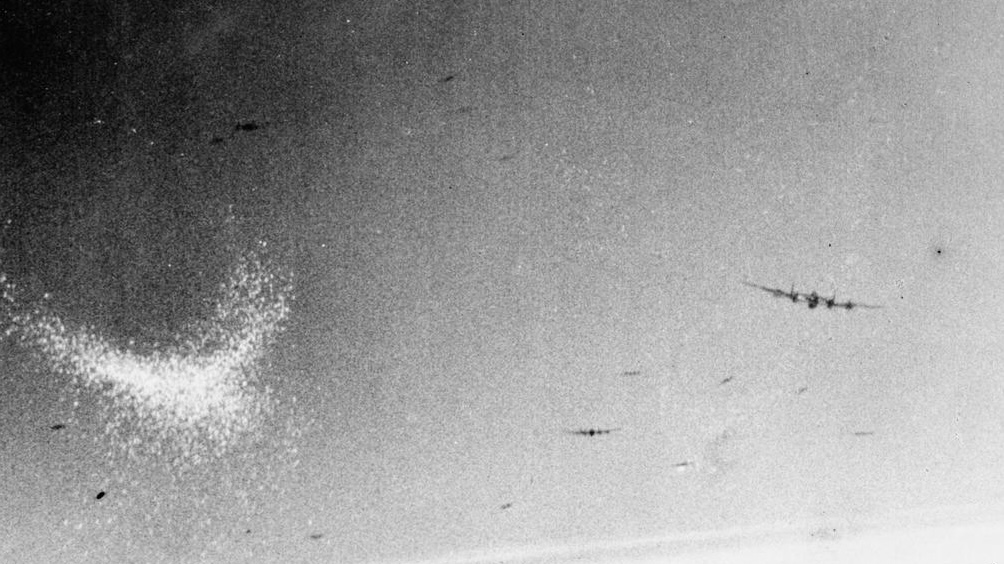
Un Lancaster dentro de la corriente de bombarderos está esparciendo laminillas metálicas (denominadas chaff), que forman la nube blanca en forma de media luna situada a la izquierda de la imagen

Aunque la tasa de éxito de la línea disminuyó, la red de radares y estaciones de alerta continuó demostrando su valía. Así, cuando comenzaba una incursión masiva, los cazas nocturnos de cualquier base dentro de su alcance eran dirigidos contra la oleada, donde se esperaba que pudieran localizar a los aviones enemigos con su propio radar. Al mismo tiempo, un programa de construcción masiva comenzó a agregar cientos de radares Würzburg al sistema, aunque la infraestructura necesaria era muy extensa. Los sectores tenían inicialmente el radio de los radares Würzburg, de unos 35 km, pero la posterior aparición de un radar más potente hizo que las celdas tuvieran hasta 160 km de ancho. Finalmente, la línea de celdas llegó a ser muy profunda, especialmente alrededor de las ciudades más grandes y en la región del Ruhr. Una vez más, el sistema comenzó a obtener cada vez más éxitos contra las incursiones británicas.
Los británicos estaban listos para esta contraofensiva, y tan pronto como los cazas alemanes comenzaron a aumentar el número de bombarderos derribados, introdujeron los señuelos conocidos con el nombre de "chaff". Mediante el lanzamiento de tiras de papel de estaño, se conseguía que los operadores de radar alemanes detectaran lo que parecía ser una oleada de bombarderos entrando en su sector, y cada nube de laminillas metálicas aparentaba ser un bombardero en sus pantallas. Cuando se enviaban los cazas nocturnos para interceptar a los aviones británicos, solo encontraban un espacio vacío. Justo cuando los cazas alcanzaban la falsa oleada, el contingente "real" aparecía a cientos de millas de distancia, demasiado lejos para ser atacado. La primera vez que se utilizó este truco fue durante la Operación Gomorra (una campaña de bombardeo de una semana contra Hamburgo) y resultó espectacularmente eficaz. Los operadores de radar alemanes finalmente aprendieron a detectar los bombarderos que distribuían los señuelos distinguiéndolos de estos, haciendo el engaño menos efectivo. Los británicos se habían abstenido de utilizar este sistema durante más de un año, por temor a que los alemanes lo utilizaran para incrementar la eficacia de sus ataques contra las ciudades de Inglaterra.
Un método más sofisticado para cegar el radar alemán fue el "Mandrel", una señal de interferencia transmitida desde aviones que acompañan a una oleada de bombarderos, o más tarde, a ciertos bombarderos. Esta idea evolucionaría en el diseño de distintas técnicas de interferencia ideadas contra tipos de radares alemanes específicos, incluyendo radares capaces de emitir señales para simular oleadas de bombarderos falsas con el propósito de confundir a los operadores de radar alemanes.
Los británicos también atacaron las comunicaciones entre estaciones terrestres y cazas nocturnos, y durante la Operación Corona se transmitieron mensajes de radio destinados a los pilotos enemigos con indicaciones equivocadas, pronunciadas con un cuidado acento alemán.
Otro elemento eran los cazas nocturnos de largo alcance que operaban contra los cazas nocturnos alemanes, utilizando un sistema llamado "Serrate", que les permitía localizar las señales de radar de los cazas nocturnos alemanes. Al menos tres escuadrones equipados con Bristol Beaufighter y de Havilland DH.98 Mosquito eran parte del Grupo No. 100 de la RAF, que brindaba apoyo al Comando de Bombardeo de la RAF utilizando contramedidas electrónicas.